# 臨床心理士
臨床心理士（りんしょうしんりし、英: Clinical Psychologist/Certified Clinical Psychologist）とは、公益財団法人日本臨床心理士資格認定協会が認定する公的資格、およびその有資格者のことである。活動領域に応じて学校臨床心理士、病院臨床心理士、産業臨床心理士などとも呼ばれる。また、海外の "Clinical Psychologist" などの訳語としても臨床心理士の名称が用いられる。

## 概要
臨床心理士は臨床心理学を学問的基盤とし、相談依頼者（クライエント）が抱える種々の精神疾患や心身症、精神心理的問題・不適応行動などの援助・改善・予防・研究、あるいは人々の精神的健康の回復・保持・増進・教育への寄与を職務内容とする心理職専門家である。活動にあたって多くの臨床心理士は、一般社団法人日本臨床心理士会、居住地・勤務地の各都道府県臨床心理士会、および関連学術研究団体などに入会登録し連携を図っている。
日本では、心理士、心理カウンセラー（相談員）、心理セラピスト（療法士）などの心理職には国家資格として公認心理師がある。一方、民間の心理学関連資格は多数存在する。その中で臨床心理士資格は、知名度・取得難易度ともにもっとも高いものとされ、文部科学省の任用規程により全国のスクールカウンセラー（学校カウンセラー）の資格要件とされているほか、国境なき医師団日本支部においてメディカルスタッフの資格要件として掲げられているなど、医師職において医学系学会が認定する臨床専門医資格や看護職において日本看護協会が認定する専門看護師資格などの各業界内民間資格と同様の心理職業界内専門認定資格ながら、公的にも活用されている資格である。また、国が高度専門職業人養成のため創設した専門職大学院には、法科大学院（ロースクール）、経営大学院（ビジネススクール・MBA大学院）などとともに、臨床心理分野に特化した臨床心理専門職大学院が開設されている。
このように高度な養成課程に基づいた公的活用が行われる資格であることから、国公私立や小中高大などをすべて含む教育機関、医療機関（総合病院、精神科・心療内科、小児科など）、行政機関（保健関連機関、福祉関連機関など）、司法機関（裁判所、矯正施設、刑事施設、捜査機関など）、民間企業（健康管理部門、メンタルヘルス対策部門、ハラスメント対策部門など）、研究機関（大学院、シンクタンクなど）などさまざまな分野の各心理職においても資格要件とされているところが多く、心理判定員などの公務員心理職採用試験においても資格要件もしくは優遇条件・重視条件などとされるほか、教員採用試験においては、小学校教員・中学校教員・高等学校教員・特別支援学校教員・養護教諭・栄養教諭などの区分にかかわらず、採用試験の合計得点に、あらかじめ規定された加点上限の最大程度までの加点を可能とするなど、評価実績の該当資格として掲げる自治体がある。また、臨床心理士は予備自衛官補（衛生職）の任用資格の一つになっている。

## 歴史
日本臨床心理士資格認定協会の設立とともに日本における臨床心理士の資格審査・資格認定が開始され、免許番号第1号が誕生したのは1988年である。以来、3万4,504名が臨床心理士として認定されている。
1995年度からは、旧文部省が開始し現在は制度化されているスクールカウンセラー事業における心理職専門家として規定され、開始年度の全国154校を皮切りに、各都道府県の公立の小学校、中学校、高等学校への配置・派遣が行われてきた。同事業開始後のスクールカウンセラー配置・派遣校は全国で1万校を超え、特に2008年度からは全公立学校への配置・派遣が計画的に進められている。
1996年度には、臨床心理士養成体制の充実のため臨床心理士資格審査規程が改正され、大学院指定審査委員会の設置と臨床心理士養成大学院指定制度の導入が始まり、臨床心理士養成におけるさらなる大学院教育の重点化と、その基盤となる全国の各臨床心理士指定大学院における教育水準の一定化が図られた。
また、2003年度には、学校教育法の改正によって高度専門職業人養成のため専門職大学院が創設され、それを受け2005年度からは、臨床心理分野に特化した臨床心理専門職大学院が順次開設された。その後、経過措置を踏まえたうえで、2007年度からの臨床心理士資格審査の受験資格は「第1種指定大学院修了者」「第2種指定大学院修了者」「専門職大学院修了者」「医師免許取得者」に高度集約化された。

## 専門業務
臨床心理士に求められる固有な専門業務は、「臨床心理士資格審査規程」第11条において下記の4種類と記されている。

### 査定
臨床心理査定は、おもに臨床心理面接を用いた各種本人情報のヒアリングや、クライエント-臨床心理士間や社会的場面における臨床像の分析・考察、および各種心理検査の結果などによる、当該事例に対する見立て・アセスメント業務を指す。初回インテークにおいて見立てられる所見や、継続的に臨床心理面接を重ねる過程で徐々に得られる所見なども含め、当該事例に関わるすべての情報を統合したうえで導かれる臨床心理学に依拠したアセスメントであり、主訴とともに臨床心理面接や臨床心理学的地域援助を行う際の方向性を定めるものである。

### 臨床心理面接
おもに、各種心理療法（心理セラピー）技法を用いて自己理解や自発的洞察に導く心理カウンセリングのほか、主訴・状態・環境によってはクライエントへ心理学術的情報を適宜提供する心理教育なども含め、当該事例における相談業務全般を指す。
心理療法が立脚する学派は、深層心理学系、行動理論系、人間性心理学系が現代心理学における三大潮流とされているが、それぞれ手段は違えど、認知・情緒・行動などに適応的な変容を図る目的は共有している。また、性格傾向・病理水準・発達水準などにより向き不向きがあるため、主訴や各水準の臨床心理査定と照らし合わせ、クライエントとの共通理解のもとで、当該事例に適した心理療法が選択・折衷され用いられる。
したがって、臨床心理面接は、クライエント-臨床心理士間の信頼関係に基づく治療同盟や、適切な臨床心理査定と不可分な関係にあり、「対話」を用いて行われる臨床心理士の中核的専門業務である。

### 臨床心理学的地域援助
臨床心理学における「地域」とは、個々人によって構成される「コミュニティ」を指し、コミュニティには「家族」「友人」「学校」「職場」「社会」などさまざまな次元の社会的集団がある。すなわち、クライエント-臨床心理士間という二者関係における個人援助業務と並行して、当該事例に関わる各コミュニティという集団に対し、おもに心理コンサルテーションや心理教育などを用いて行われるコミュニティ援助業務が臨床心理学的地域援助である。
臨床心理学的地域援助が立脚するコミュニティ心理学や一般システム理論は、個人に注目すると同時に、各コミュニティが本来持っているシステムとしての機能や、さまざまな次元のコミュニティ間の相互関係性を重視している。そのため、コミュニティを構成する個々人や各コミュニティ自体が当該事例へ主体的・支持的に相対し、個人間・コミュニティ間が相互肯定的に影響し合うことによる治療的・予防的機能の回復・維持・向上に主眼を置く。
したがって、臨床心理士は、自らが専門家として前面に出るのではなく、個人間・コミュニティ間において自然にやり取りされるセルフケアとしてのソーシャルサポートの賦活を最優先に考え、臨床心理士自身は連携支援や後方支援を担う社会資源のひとつにしか過ぎないという立場を取る。

### 臨床心理学調査・研究
主に、職能団体（日本臨床心理士会、都道府県臨床心理士会）、学術研究団体、各種研修会などにおいての研究活動全般を指す。臨床心理学には、多数のサンプルに統計学的処理を施す定量的研究と、個々の事例研究を蓄積する定性的研究があり、研究活動に際しては学際的な観点が要求される。
また、臨床心理士資格は、「臨床心理士資格審査規程」第5条、ならびに「臨床心理士教育研修規程別項」第2条において満5年ごとの資格更新を義務づける更新制度をとる。したがって、資格の保持のためには、日々の臨床活動と並行して職能団体や学術研究団体などにおいて継続的な研究活動を行うことが不可欠であり、臨床心理学調査・研究は、有資格者自身の自己研鑽と臨床心理士資格の保持の双方ともに関わる基盤的業務である。

## 活動領域
臨床心理士の活動領域は、元来、臨床心理士資格が「汎用性」「領域横断性」を特長としていることに伴い、特定の分野に限定されることなく非常に多岐に渡る。ついては、代表的な分野と対応するおもな機関についてのみ下記に併記する。

### 教育分野
スクールカウンセラー（学校カウンセラー）、スクールアドバイザーなどとして任用され、児童・生徒・学生本人との心理カウンセリング、保護者への助言・援助などの心理コンサルテーション、教職員への助言・援助などの心理コンサルテーションをおもな職務とし、事故・事件発生による緊急時の心のケアや、教職員のメンタルヘルスケアなども担う。養護教諭や学校医を始めとした各種教職員と連携し、心理相談、教育相談、学生相談などの相談業務に従事するほか、事例によっては、教育委員会、児童相談所、医療機関などの社会資源との連携に対応する。近年は教育機関に関わる問題の多様化・深刻化により専門的な対応が迫られることから、各現場に配置するスクールカウンセラーなどと並行して、教育委員会内に専門家チームを別途設置する地方自治体が増加しており、クライシス・レスポンス・チーム（CRT）や学校問題解決支援チームをはじめとした多職種専門家チームへの臨床心理士の参画が進んでいる。
- 小学校、中学校、高等学校、大学などの相談室
- 適応指導教室、サポート校、フリースクール
- 特別支援学校、特別支援学級、通級
- 教育委員会
- 教育センター
- 緊急支援派遣校
- 各種教育相談機関など

### 医療・保健分野
心理セラピスト（心理療法士）などとして勤務し、精神疾患や心身症に罹患している人、精神心理的問題や適応障害に陥っている人、病気やけがなどの困難を抱えている人、およびその家族などへの、各種心理療法（心理セラピー）技法を用いた心理カウンセリング、心理教育、心理コンサルテーション、各種心理検査などをおもに担当する。臨床心理士は、医師とは異なり業務独占を有する国家資格ではないため、診療報酬点数表の施設基準などにおいては臨床心理技術者等として包含される。精神科や心療内科においては、精神科医・心療内科医、作業療法士、言語聴覚士、精神保健福祉士などのコ・メディカルと連携し、リハビリテーションなどのチーム医療に従事する。現代は医療業務の細分化・高度専門化により全人的な医療が求められることから、内科、外科をはじめとした精神科系以外の診療科においても精神心理的ケアが重視されており、入院・手術医療全般、およびがん医療、HIV医療、遺伝医療、生殖医療、周産期医療、臓器移植医療などの先端医療においても、精神心理的ケアを担うコンサルテーション・リエゾン・サービスなどへの臨床心理士の参画が進んでいる。
- 総合病院、病院・クリニックの精神科系診療科（精神科・心療内科）、小児科
- 身体科系診療科コンサルテーション・リエゾン・サービス
- 保健所
- 精神保健福祉センター
- 市町村保健センター
- リハビリテーションセンター
- デイケアセンター
- 老人保健施設
- 各種医療相談機関・保健相談機関など

### 福祉分野
心理判定員、児童心理司などとして任用され、利用者およびその家族などへの、臨床心理査定に基づく心理判定、心理カウンセリング、心理教育、心理コンサルテーションなどをおもに担当する。「児童虐待防止法」が改正施行された2004年以降、虐待が疑われる際の児童相談所への通告が国民に義務づけられたことから、旧来は上級地方公務員の行政職としての採用が多かった公務員心理職を、近年は免許資格職として別途採用する地方自治体が増加しており、臨床心理士の資格要件化が進んでいる。なお、名称上、「臨床心理士」と「精神保健福祉士」が混同される場合があるが、「臨床心理士」がおもに心理面・発達面などに関して、各種心理療法（心理セラピー）技法や各種心理検査を用いた心理カウンセリングを行うことなどを専門とする「心理カウンセラー」であるのに対し、「精神保健福祉士」は、おもに精神障害者の生活面・経済面などに関して、社会保障・生活保護提供などを含めた自立支援相談・福祉生活相談を行うことを専門とする「ソーシャルワーカー／ケースワーカー」である。
- 児童相談所
- 福祉事務所
- 子育て支援センター
- 児童福祉施設
- 老人福祉施設
- 女性相談センター
- 婦人保護施設
- 療育センター
- 心身障害者福祉センター
- 地域活動支援センター
- 授産所
- グループホーム
- 各種福祉相談機関など

### 司法・矯正分野
家庭裁判所調査官、保護観察官、法務技官（鑑別技官）などとして任用され、家事事件・少年事件に際した調査所見、保護観察に際した指導監督、審判・処遇に際した臨床心理査定に基づく鑑別所見・精神鑑定などをおもな職務とする。法務省所管国家公務員、弁護士（法曹）、隣接法律専門職などの各種司法関係者と連携し、法務に従事する。「刑事収容施設法」が施行された2006年以降、再犯の可能性などが認められる受刑者に対しての特別改善指導が義務づけられたことから、刑事施設において薬物依存症者や性犯罪者などに対する専門的矯正処遇が実施されており、薬物依存離脱指導、性犯罪再犯防止指導、性犯罪者処遇プログラムをはじめとした各種処遇プログラムへの処遇カウンセラーとしての臨床心理士の資格要件化が進んでいる。また、近年は犯罪の巧妙化・猟奇化により多角的な犯罪捜査が求められることから、科学警察研究所や科学捜査研究所などの科学捜査機関において、プロファイリングなどの犯罪心理学研究業務にも従事している。
- 家庭裁判所
- 少年鑑別所、婦人補導院
- 保護観察所
- 児童自立支援施設
- 少年院
- 拘置所
- 刑務所、少年刑務所
- 科学警察研究所、科学捜査研究所、科学捜査機関
- 警察相談窓口
- 犯罪被害者等相談窓口
- 裁判員メンタルヘルスサポート窓口
- 各種司法相談機関・矯正相談機関など

### 産業精神保健分野
企業内カウンセラー（社内カウンセラー）などとして勤務し、労働者本人との心理カウンセリング、上司・管理職・人事労務担当者への助言・援助などの心理コンサルテーション、休職者の復職に際した心理カウンセリング、心理教育、心理コンサルテーションなどをおもに担当する。経営者、および産業医、衛生管理者、保健師などの産業保健スタッフと連携し、メンタルヘルスケア業務に従事する。「労働契約法」が施行された2008年以降、労働者の心身両面への安全配慮義務が明文化され経営者に義務づけられたことから、メンタルヘルス対策の不備との関わりをめぐる労働災害（労災）認定請求や損害賠償請求などの民事訴訟が増加しており、各企業・事業所にとってのリスクマネジメントでもある心理カウンセリングをはじめとした従業員支援プログラム（EAP）などへの臨床心理士の参画が進んでいる。
- 企業・事業所の相談室
- 外部従業員支援プログラム提供機関
- メンタルヘルス対策支援センター
- 地域産業保健センター
- ハローワーク、新卒応援ハローワーク
- 障害者職業センター
- 各種労働相談機関・産業相談機関など

### 学術・研究分野
大学教員、博士研究生（オーバードクター／博士課程単位取得者）、研究員などとして在籍し、臨床心理学研究業務に従事する。内部に大学附属心理相談機関を設置している臨床心理士指定大学院（第1種指定大学院、専門職大学院）に在籍する大学教員や博士研究生は、当該心理相談機関における心理職も兼務するとともに、同機関で臨床実務訓練を行う修士課程生の指導も担う。
- 大学、大学院の研究室
- 大学附属心理相談機関
- 研究所、シンクタンク
- 各種学術研究機関など

## 支援活動
活動領域の多様さに由来し、臨床心理士が現在携わっている支援活動にもさまざまなものがある。ついては、中央省庁や公的機関が主導し、全国規模・全世界規模で行われている代表的な支援活動を中心に下記に整理する。

### 国内

#### 学校支援
1995年度から開始された旧文部省「スクールカウンセラー活用調査研究委託事業」におけるスクールカウンセラーの資格要件と規定され、各教育機関において心理相談業務に従事してきた。この規定以降、大学院教育を重点化した高度な養成課程の整備が認知され、ほかの中央省庁や公的機関が任用する心理職においても資格要件とされることが増加した。スクールカウンセラーの配置・派遣校は、開始年度の1995年は全国154校であったが、5年後の2000年度は全国1,643校に拡大された。2001年度からは、現文部科学省下において「スクールカウンセラー活用事業補助」と事業名を新たにし、全公立中学校への配置・派遣へ向けさらに本格的に制度化されたスクールカウンセラーとして支援活動に従事してきた。同事業開始後のスクールカウンセラー配置・派遣校は全国で1万校を超え、特に2008年度からは全公立学校への配置・派遣が計画的に進められている。また、各私立学校へ向けても、スクールカウンセラーとしての支援活動や、スクールカウンセラーの新規導入に際した経費支援である「私学スクールカウンセラー支援事業」を順次実施している。
一方、近年は学校教育上の課題や児童・生徒・学生に関わる問題が多様化・深刻化している現状から、各現場に配置するスクールカウンセラーと並行して、教育委員会内に専門家チームを別途設置する地方自治体が全国的に増加している。医師、弁護士、臨床心理士などの専門職や、警察などの公安職関係者、および当該自治体教育委員会職員などの行政職らが「学校問題解決支援チーム」などの名称で多職種専門家チームを構成し、保護者や地域からの要望を始めとした事案に対応し、学校運営の支援に取り組んでいる。

#### 医療福祉支援
2010年に厚生労働省が施策として打ち出した「障害者の地域移行・地域生活支援のための緊急体制整備事業」において、全47都道府県に設置される多職種専門家チーム「こころの総合支援チーム」に、臨床心理士が医師・看護師らとともに参加することが方針決定され、多職種専門家のアウトリーチ活動により地域に医療・福祉・保健サービスを包括的に提供することが図られた。この活動は、精神疾患の治療を中断した患者や、精神疾患を発症している可能性はあるものの医療機関を未受診の人などを対象としており、本人を医療機関に連れていくことの難しさを訴える家族や学校からの情報などを踏まえ、同専門家チームが24時間対応で自宅訪問を行い、その症状に応じて薬物療法や心理療法など必要な医療を多職種間で判断し、専門医療機関への紹介などのサービスを提供するものである。うつ病など早期に治療を始めることで改善率が高くなる精神疾患は多く、また1998年から年間3万人を超え続けている自殺者のうち、何らかの精神疾患を自殺の原因・動機とする者が約1万人を占めることから、自殺防止対策の目的も併せ持っている。

#### 緊急支援・被災者等支援
1995年に発生した阪神・淡路大震災被災者の緊急心理支援のため、被災地へ赴きさまざまな支援活動を行ったことはメディアに取り上げられ特に広く知られる契機となった。震災後、兵庫県には「兵庫県こころのケアセンター」が設立され、今日まで精神科医や臨床心理士が診療にあたるとともに、より効果的な精神心理的支援の実現のため継続的な研究を行っている。
この活動以降、災害や事故、あるいは事件・犯罪・自殺などの緊急時に、地方自治体が被災者・被害者の心のケアのため当該都道府県臨床心理士会に派遣を要請することが増え、現在では一般化している。また、地方自治体によっては、緊急時に学校などの現場に派遣できる精神科医、保健師、精神保健福祉士、臨床心理士らで作られた「緊急支援チーム（クライシス・レスポンス・チーム：CRT）」が設置されている場合もある。
中でも静岡県は2010年、「災害時における心のケアに関する協定」を静岡県臨床心理士会との間に締結した。同協定は、東海地震などの大規模災害が発生した際、県からの要請に応じて県臨床心理士会が臨床心理士を派遣し、被災者への直接支援とともに、被災地で健康管理・衛生管理を行う保健師への後方支援にもあたることを目的としており、従来行われてきた被災者側の心のケアだけでなく、救援者側が救援活動の惨事ストレスなどによる二次的被害に陥ることの予防も含めた支援協定として、全国に先駆けて自治体と臨床心理士会との間に結ばれたものである。

#### 犯罪被害者等支援・裁判員支援
2004年施行の「犯罪被害者等基本法」に基づき、2005年に内閣府により策定された「犯罪被害者等基本計画」において、警察庁や文部科学省などの講じる施策に、臨床心理士ならびに臨床心理士会が、犯罪被害者などの支援に活用される社会資源として明記された。この基本計画により、全国各地の警察からの紹介に応じて、精神科医や臨床心理士が心理カウンセリングなどの心のケアを行うほか、知事部局、地方検察庁、弁護士会、医師会、都道府県臨床心理士会などが連携し、各専門分野からの総合的な支援体制を実現することが図られた。一方、警察の相談体制をより充実させるため、被害者支援担当部署に配置された警察職員への職員研修を臨床心理士が担う旨も施策とされたことなど、今後より一層犯罪被害者等支援活動へ資する専門職として位置づけられたことから、文部科学省は、犯罪被害者等支援に関する専門的知識・技能を特に有する臨床心理士の養成や、現臨床心理士への専門研修の実施を促進することを発表した。
一方、裁判員制度が施行されて以降、裁判員の心のケアも問題となっている。殺人罪をはじめとした重大犯罪の刑事訴訟への参加を義務づけられる裁判員は、公判に提出される証拠について、たとえ生々しい遺体や凄惨な犯行現場の写真であっても審理のためすべての確認を求められるばかりか、被告人および被害者・遺族の人生を左右する重みを持つ有罪・無罪の如何、ならびに量刑についての評議も課せられる。このように、裁判員に義務づけられる職務は、一般の人々にとっては非常に重い精神的負担となることから、最高裁判所は2009年6月より「裁判員メンタルヘルスサポート窓口」を開設し、臨床心理士が参画している。同サポート窓口は、24時間体制での無料電話相談を行えるほか、臨床心理士による心理カウンセリングを5回まで無料で行うことができ、裁判員・元裁判員を対象に精神的負担のアフターケアを提供するものである。なお、裁判員や元裁判員が、同サポート窓口、および医療機関・相談機関において医師や臨床心理士などの専門家に相談を行う際に限っては、裁判員が法的に負う守秘義務は一時的に解除されるとの法務省見解が2010年5月に発表された。

#### 就労支援・その他の支援
長引く不況の煽りを受け、継続的に厳しい状況にある就職環境を改善するため、厚生労働省が2010年から実施した「新卒者雇用に関する緊急対策」の中で、各都道府県全労働局に設置された「新卒応援ハローワーク」において、就職活動をめぐるストレスや内定を得られないことでの不安や悩みを抱える新卒者などに対し、臨床心理士が精神心理面のサポートを行うことが明記され、就労場面の後方支援に携わっている。「新卒応援ハローワーク」とは、特に新卒者などの集中的支援を目的とし、大学などの卒業年次在学生だけでなく、卒業後3年以内の既卒者なども対象に、就職までの一貫した担当者制支援や3年以内既卒者雇用・採用奨励金の活用促進などを行う機関であり、よりきめ細かな就労支援を提供するとしている。なお、「新卒応援ハローワーク」だけでなく、通常のハローワークが行う面接会などにおいても、臨床心理士が精神心理面のサポートを行う旨が厚生労働省から発表されて以降は、全国の各ハローワークにおいても相談支援を行っている。
そのほか、防衛省職員の技官として、陸上・海上・航空の各自衛隊の衛生隊などに配属されている。中央省庁の中でも、特に防衛省職員の自殺が多いことなどから、全国各地の基地・駐屯地において、自衛官・事務官・自衛隊員のメンタルヘルス管理や、各隊員への心理カウンセリングや心理教育、および職場復帰に際した心理コンサルテーションなどの職務に医療職として対応しているほか、自衛隊病院にも配置されている。

### 海外・国内対外

#### 海外現地支援
国境なき医師団の日本支部において、医療従事者の資格要件のひとつとされ、海外での支援活動に参加してきた。具体的には、精神科医と連携し、紛争、自然災害、性的暴行などに直面し心的外傷を受けた人々への治療や援助を行っている。また、児童保護施設やストリートチルドレンなどを対象にした精神心理的支援も担ってきた。日本国内とは異なる不安定な状況下での治療・援助は、状況に応じて柔軟かつ臨機応変に行うことが必要であり、場合によっては支援活動よりも避難を優先せざるを得ないことがある。したがって、現地での継続的な支援を実現するため、現地スタッフに心理カウンセリングなどの手法を指導することも重要な任務として活動してきた。
また、JICA（国際協力機構）に参加し、医師、保健師、看護師らとの連携のもと、南アフリカにおけるエイズ孤児支援活動や、スマトラ島沖地震、四川大地震などをはじめとした大規模災害被災地での支援活動を行ってきた。特に、大地震被災者への支援活動の際は、阪神・淡路大震災の被災地支援活動で培った緊急心理支援や惨事ストレスケアのノウハウが期待されるとともに、継続支援を根付かせるべく現地スタッフの養成も担ってきた。

#### 国内外国人支援
日本国内における外国人支援活動に関しては、各地方自治体によって国内に居住・就労する外国人を対象に、医師、弁護士、行政書士、社会保険労務士、臨床心理士らで無料専門家相談会を行っている地域もある。

## 職業倫理
心理職専門家である臨床心理士は、相応の臨床心理学的専門知識・能力が求められるだけでなく、自らを介してクライエントの「心」や「人間関係」を取り扱う業務上、社会的責任を担う高度専門職業人として各臨床心理士自身の「人間的資質」や「倫理観」が大きく問われる。そのため、臨床心理士として専門業務を遂行する際は、常に「臨床心理士倫理綱領」を遵守する義務を負うことが「臨床心理士資格審査規程」第12条において明記されている。
したがって、臨床心理士は、医師とは異なり業務独占を有する国家資格ではないため、法的に担保された形での業務停止や資格剥奪を求めることはできないものの、社会通念上臨床心理士として著しい欠格があると思われる者については、日本臨床心理士資格認定協会に対し当該臨床心理士の懲戒処分の請求をかけることが可能である。その場合、日本臨床心理士資格認定協会倫理委員会が、当該臨床心理士の専門業務が適正に遂行されたか否かの調査を行い、不適正が認められた際は、「臨床心理士倫理規程」第7条に基づき、当該臨床心理士に対して「厳重注意」「一定期間の登録停止」「登録の抹消」のいずれかの処置が下される。
なお、二者関係における相談業務全般を専門業務の中核に位置づける臨床心理士の特性上、適正に当該専門業務が遂行された際においても時としてクライエントとの間にトラブルが発生することがあり、特に両者の見解の相違が著しく誠実な協議をもっても事態の収束が困難な場合には、民事訴訟などに発展する場合もあり得る。このような業務特性上のリスクに対し日本臨床心理士会は、登録会員臨床心理士を対象とした弁護士相談制度や賠償責任保険などの各種総合補償制度を提供しており、職能団体として各登録会員臨床心理士の後方支援体制を整えている。

## 教育

### 臨床心理士指定大学院
| 臨床心理士 （更新制度：満5年ごとの資格更新が義務づけ）                                                   |                                                 |                                                                      |   |                      |
| ↑ |                                                 |                                                                      |   |                      |
| 臨床心理士資格審査 二次試験                                                                              |                                                 |                                                                      |   |                      |
| 口述面接試験                                                                                             |                                                 |                                                                      |   |                      |
| ↑ |                                                 |                                                                      |   |                      |
| 臨床心理士資格審査 一次試験                                                                              |                                                 |                                                                      |   |                      |
| 多肢選択方式筆記試験 論文記述筆記試験                                                                    | 多肢選択方式筆記試験 論文記述筆記試験           | 多肢選択方式筆記試験 論文記述筆記試験                                |   | 多肢選択方式筆記試験 |
| ↑ |                                                 | ↑                                                                    | ↑ |                      |
| ↑ | 外部有給臨床実務経験                            |                                                                      | ↑ |                      |
| ↑ | ↑                                               |                                                                      | ↑ |                      |
| 臨床心理士指定大学院                                                                                     |                                                 |                                                                      |   |                      |
| 第1種指定大学院                                                                                          |                                                 | 第2種指定大学院                                                      |   | 専門職大学院         |
| 臨床心理学系修士号取得 修士学位請求論文審査合格 内部臨床実務訓練 （大学附属心理相談機関）                | 臨床心理学系修士号取得 修士学位請求論文審査合格 | 臨床心理学系専門職学位取得 内部臨床実務訓練 （大学附属心理相談機関） |   |                      |
| ↑ |                                                 |                                                                      |   |                      |
| 臨床心理士指定大学院入試                                                                                 |                                                 |                                                                      |   |                      |
| 専門科目（基礎心理学、統計学、応用心理学など） 外国語科目（英語など） 口頭試問（研究業績、研究計画など） |                                                 |                                                                      |   |                      |
| ↑ |                                                 |                                                                      |   |                      |
| 大学心理学部、心理学隣接諸科学部、その他の学部卒業                                                       |                                                 |                                                                      |   |                      |

臨床心理士になるには、その養成にあたって日本臨床心理士資格認定協会が指定する臨床心理士指定大学院の臨床心理学系専攻修士課程または専門職学位課程を修了すること、すなわち「修士（心理学）」や「修士（学術）」、「臨床心理修士（専門職）」などの臨床心理学系の修士号または専門職学位を取得することが基本要件である。臨床心理士指定大学院修了後は、臨床心理士資格審査において一次（筆記）・二次（面接）の両試験に同一年度合格することが必要と定められており、合格後に同協会への所定の登録手続きを経ることで認定に係り、臨床心理士と称することを得る。
臨床心理士指定大学院には、臨床実務訓練を行うための大学附属心理相談機関の設置など養成カリキュラムを充実させ、修了後直近の臨床心理士資格審査の受験が認められる「第1種指定大学院」と、内部に大学附属心理相談機関を備えていないため、臨床心理士資格審査の受験には修了後1年以上の外部有給臨床実務経験が義務づけられる「第2種指定大学院」、臨床心理士資格取得の試験の一次試験（筆記）のうち論文記述試験が免除される「専門職大学院」の3種類がある。
一般に、そもそも大学院は、高度専門職業人や研究者など特定分野の専門家の養成を目的とし、それらを志す者のみが受験するという母集団の特性上、大学院入試には通常の学力偏差値の概念は用いられず、また学部の偏差値がそのまま大学院の教育水準と対応しているわけでもないため、入試競争倍率が入学難易度を測る指標のひとつとされるが、臨床心理士指定大学院は、場合によっては10倍を超える入試競争倍率になることもあり（日本最高記録は、2002年の放送大学大学院における倍率56倍。合格率1.79%。ただし、放送大学大学院は第2種指定大学院のため、同大学院を修了しただけでは上記のように臨床心理士資格審査の受験は認められない）、他分野の大学院に比べて特に高倍率傾向で狭き門の難関とされる。

### 臨床心理士指定大学院入試
臨床心理士指定大学院への入学に際しては、各大学院により多少の相違はあるものの、入学試験の試験科目において、統計学を含む基礎心理学全般および応用心理学の基本に関する専門科目や、テクニカルタームで記述された英語論文の全訳・抄訳などを課す外国語科目を受験すること、ならびにそれまでの研究業績や今後の研究計画書を提出したうえ、学術的知識や研究計画の詳細を精査するための口頭試問を受験することなどが募集要項にて課せられる。そのため、学部課程において心理学もしくは心理学隣接諸科学を専攻するなどし、学習および研究への取り組みや結果が一定の水準に達していることが要求される。

したがって、臨床心理士資格取得までの通算の養成・教育・研究期間は、学部課程から数えると、「第1種指定大学院」「専門職大学院」へ入学した場合は最短で7年間（学部課程4年間+大学院課程2年間+臨床心理士資格審査受験年度。資格交付は8年目）、「第2種指定大学院」へ入学した場合は最短で8年間（学部課程4年間+大学院課程2年間+有給臨床実務経験1年間+臨床心理士資格審査受験年度。資格交付は9年目）を要する。

## 臨床心理士資格審査

### 受験資格
経過措置により、2005年度までで「5年以上の臨床実務経験を有する学部心理学系学科卒業者」の受け入れが終了し、2006年度をもって「臨床心理士指定大学院以外の大学院心理学系専攻修了者」の受け入れが終了した。2007年度以降の「臨床心理士資格審査規程」第8条における受験資格基準は下記の通りである。
1. 新第1種指定大学院を修了した者
2. 旧第1種指定大学院を、2004年3月31日までに修了し、修了後1年以上の心理臨床経験を有する者
3. 新第2種指定大学院を修了し、修了後1年以上の心理臨床経験を有する者
4. 旧第2種指定大学院を、2003年3月31日までに修了し、修了後2年以上の心理臨床経験を有する者
5. 臨床心理学またはそれに準ずる心理臨床に関する分野を専攻する専門職大学院を修了した者
6. 医師免許取得者で、取得後2年以上の心理臨床経験を有する者
7. 諸外国で上記1. または3. のいずれかと同等以上の教育歴を有し、修了後日本国内において2年以上の心理臨床経験を有する者

「心理臨床経験」とは、教育機関、病院などの医療機関、心理相談機関などにおいて、「カウンセラー」「相談員」などの心理臨床業務・心理相談業務に関する従事者としての臨床実務経験を基準とする。なお、「有給」を原則とし、「ボランティア」「研修員」などは一切認められない。また、大学や大学院修士課程在学中の経験も認められない。

### 一次試験
10月に東京ビッグサイトで実施される。地方準会場などはない。
- 多肢選択方式筆記試験
  - 午前に実施。出題される100題の設問に対し、多肢選択方式のマークシートで解答する。制限時間は2時間30分。内容は臨床心理士の専門業務に関するものであり、精神疾患、臨床心理学、心理査定法、心理面接法、心理療法、地域援助法、研究法、調査法、統計学、基礎心理学、倫理、法律・法令、事例対応などの専門知識が問われる[71]。
- 論文記述筆記試験
  - 午後に実施。出題される1題のテーマに対し、所定の用紙に1,001字以上1,200字以内の範囲で論述する。制限時間は90分。専門職大学院修了者に対しては免除される。なお、この論文記述筆記試験は一次試験の合否には影響しない。一次試験を合格し二次試験に臨んだ受験者のみの、最終結果総合判定資料として使われる[71]。

一次試験合否通知は、一次試験実施日から2週間程度で発送される。多肢選択方式筆記試験の成績が一定の水準に達している者のみ合格の判定が下り、二次試験の受験日時が指定され受験資格が与えられる。具体的な合格基準点は明かされていない。合格・不合格にかかわらず、受験者自身の得点は伝えられない。また、心理検査の散逸防止などの倫理的観点から、過去問は一部しか公開されていない。加えて、解説についてはさらにその一部しか提供されていない。なお、二次試験まで受験し最終結果が不合格となった場合、次年度は一次試験からの再受験扱いとなり、一次試験免除はされない。

### 二次試験
11月に東京国際フォーラムで、土曜日、日曜日、月曜日の3日間実施される。受験者は一次試験の合格通知内で個別に指定された日時に従って受験に臨む。受験者による日時の変更は一切認められない。
- 口述面接試験
  - 受験者1人に対して複数名の面接委員が試験を行う。単に専門知識や技術習熟を口答するだけでなく、臨床心理士として備えておくべき人間関係能力の実際が問われ、受験者、面接委員の双方にとって、日常的に身を投じてきた臨床現場を自らが体験する場となる。圧迫面接をとられることが多いといわれる[71]。

多肢選択方式筆記試験、論文記述筆記試験、口述面接試験の結果を総合的に判定して、12月下旬頃に臨床心理士資格審査最終結果通知が発送される。最終結果合格者は、資格交付手続料を払い込み、所定の登録手続きを経ることで認定に係り、臨床心理士と称することを得る。
臨床心理士資格審査最終合格率は6割程度であり、毎年約2,500人が受験している。経過措置終了に伴い、受験資格が「第1種指定大学院修了者」「第2種指定大学院修了者」「専門職大学院修了者」「医師免許取得者」に高度集約化された2007年度以降、試験内容がさらに専門的になったといわれる。

### 資格更新制度
臨床心理士の専門的資質の維持・向上に関しては、有資格者自身による自己研鑽が要求されるだけでなく、制度的に入念な教育・研修機会を幾重にも求める体制を整備することが必要と考えられることから、臨床心理士資格は、「臨床心理士資格審査規程」第5条、ならびに「臨床心理士教育研修規程別項」第2条において満5年ごとの資格更新が義務づけられている。当該更新制度は、有資格者が資格の発効日から数えて満5年以内に6つに大別される教育・研修機会に参加・発表し、所定の必須項目や選択項目を組み合わせて計15ポイント以上を取得したうえ、更新手続きを経ることで資格更新が許可され、向こう5年間の資格認定が継続されるシステムとなっている。6つの教育・研修機会と、対応するおもな具体的研究活動例について下記に併記する。
1. 日本臨床心理士資格認定協会が主催する「臨床心理士継続研修会」「心の健康会議」への参加
  1. 臨床心理士継続研修会：講師参加【4ポイント】
  2. 心の健康会議：シンポジスト【3ポイント】など
2. 日本臨床心理士会が主催する「全国大会」、および地区または都道府県単位の当該臨床心理士会が主催して行う「研修会」への参加
  1. 全国大会：口頭発表【4ポイント】
  2. 研修会：年6回以上開催の研修会へ1年間の継続参加者【4ポイント】など
3. 日本臨床心理士資格認定協会が認める関連学会での諸活動への参加
  1. 研究誌、機関誌への研究論文の発表：原著【10ポイント】など
4. 日本臨床心理士資格認定協会が認める臨床心理学に関するワークショップまたは研修会への参加
  1. ワークショップ：講師参加【4ポイント】など
5. 日本臨床心理士資格認定協会が認めるスーパーヴァイジー経験
  1. スーパーヴィジョンの開始および終了時に所定の報告書を同協会事務局に提出したもの【3ポイント】
6. 日本臨床心理士資格認定協会が認める臨床心理学関係の著書の出版
  1. 原著に準ずるもの【12ポイント】など

## 現状と問題点

### 収入・所得と雇用・就業の現状

#### 調査結果の内訳
2009年度に臨床心理士の職能団体である日本臨床心理士会が取りまとめた「第5回 臨床心理士の動向ならびに意識調査 報告書」によると、「年収」についての回答は、「300万円台（19.8%）」「200万円台（17.0%）」「400万円台（14.1%）」の3段階の合計が全体の約半数を占めた。また、いわゆるワーキングプアにあたる200万円未満の回答も12.5%に上った。同年（2009年）に国税庁が取りまとめた「民間給与実態統計調査」における平均給与が406万円であることと照らし合わせると、大学院修了レベルの学歴を課す資格にもかかわらず、収入は低水準にある。
「現在の就業形態」については、「常勤のみ」との回答は31.8%に留まる一方、「非常勤のみ（46.1%）」および「常勤+非常勤（15.8%）」の掛け持ちをしているとの回答が合計60%以上に達し、臨床心理士の就業形態の不安定さが指摘されている。
一方、「勤務領域」についての回答は、「医療・保健（28.3%）」「教育（23.7%）」の合計が半数を超え、医療・保健分野および教育分野においては臨床心理士の雇用や活動が特に一般化してきたことが報告されている。

#### 不安定な就業形態
しかしながら、医療・保健分野の代表的な勤務先である医療機関（総合病院、精神科・心療内科、小児科など）においては、診療報酬が算定できるのは臨床心理士の専門業務の一部のみであるため、経営的観点から採用は非常勤とされることがある。
また、教育分野の代表的職業であるスクールカウンセラーについても、平均時間給だけに限定して着目すれば、全国的に約5,000円前後の水準とされ、一見すると数字上は要求される高度な専門性と比例し高給であるように見えるが、予算の都合上、文部科学省の任用規程には「週8 - 12時間」と勤務の時間制限が設けられているうえ、いまだ活用体制の整備が遅れている自治体があるため、実際の平均的な勤務形態は「週4 - 8時間」に留まっている現状がある。
したがって、平均月給換算すれば「8万円 - 16万円」程度でしかなく、さらに「非常勤任用」のために、保険料・年金などの福利厚生、出張費などの諸経費、病気休暇・傷病手当金などの社会保障も認められないことが多い。そのうえ、春休み、夏休み、冬休みなど、教育機関の長期休暇中は実勤務不可能として報酬が支払われないことが多く、賞与などもないため、通算の実勤務は「年間35週」前後と見積もられている。すなわち、スクールカウンセラーの平均年収は、額面で「140万円（最低70万円 - 最高210万円）」という現状で、収入はいわゆるワーキングプア水準であり、1か所の教育機関に勤務しただけでは安定した生活を送ることが困難である。
このような臨床心理士の就業形態の不安定さから2009年には、東京都の児童養護施設8施設に勤務する臨床心理士により、臨床心理士業界初の労働組合「臨床心理士ユニオン」が結成された。同ユニオンは、メンタルヘルスに対する関心の高まりや児童虐待防止法の改正施行により、心理カウンセリングをはじめとした相談件数は年々増加している社会情勢の一方で、月給の手取りが14万円にも満たない劣悪な雇用環境は、人的資源の流出やサービス水準の低下をもたらすことが懸念され、そのしわ寄せが心のケアを必要とされているクライエントにまで及ぶ恐れがあるとし、処遇改善を訴えている。

### 国家資格化問題
2015年、国会にて公認心理師法案が成立した。この法案策定の過程で臨床心理士を含めた「臨床心理士及び公認心理師法」とすることが検討されたが実現にいたらず、公認心理師が先行して国家資格化されている。

### 臨床心理士指定大学院をめぐる問題
メンタルヘルスに対する関心の高まりと、それに伴う臨床心理士資格の人気高騰、大学院進学率の上昇、生涯学習の一般化などの要因が相まって、継続的に臨床心理士指定大学院への入学志望者数は経営大学院（ビジネススクール／MBA大学院）などと並んで多い状況にあり、場合によっては10倍を超える入試競争倍率になることもあるなど（日本最高記録は、2002年の放送大学大学院における倍率56倍。合格率1.79%）、他分野の大学院に比べて非常に高倍率で狭き門の難関となっている。このような時代背景から新設臨床心理士指定大学院も増加しているが、一部の大学院では、修了生の臨床心理士資格審査合格率が全国平均よりも低い傾向にあり、法科大学院（ロースクール）などとも共通する専門職大学院分野における新設大学院特有の指導水準面の課題をはらんでいる。
大学院の指定に際しては、臨床心理士が他分野の研究者の常勤ポストを相当数奪うことがあり、その場合には他分野からの臨床心理士大学教員に対する心証は決してよいものではない。
また、第2種指定大学院は、臨床心理士資格審査の受験には修了後1年以上の外部有給臨床実務経験が義務づけられるが、有資格者でも就業形態が不安定であることから、資格取得見込者（=無資格者）の臨床活動の場の確保は非常に難しく、修了生のフォローを担う大学院側の課題ともなっている。

## 臨床心理士指定大学院一覧
※2010年7月1日現在

### 第1種指定大学院
修了後、直近の臨床心理士資格審査の受験資格が得られる臨床心理士指定大学院
1. 国立 大分大学大学院 教育学研究科 学校教育専攻 臨床心理学コース
2. 国立 九州大学大学院 人間環境学府 人間共生システム専攻 臨床心理学指導・研究コース
3. 国立 福岡教育大学大学院 教育学研究科 学校教育専攻 教育臨床心理学分野
4. 国立 愛媛大学大学院 教育学研究科 学校臨床心理専攻 臨床心理学コース
5. 国立 徳島大学大学院 人間・自然環境研究科 臨床心理学専攻
6. 国立 鳴門教育大学大学院 学校教育研究科 人間教育専攻 臨床心理士養成コース
7. 国立 山口大学大学院 教育学研究科 学校教育専攻 学校臨床心理学専修
8. 国立 広島大学大学院 教育学研究科 心理学専攻 心理臨床学コース
9. 国立 岡山大学大学院 教育学研究科 教育臨床心理学専攻
10. 国立 島根大学大学院 教育学研究科 教育実践開発専攻 臨床心理コース
11. 国立 鳥取大学大学院 医学系研究科 臨床心理学専攻
12. 国立 神戸大学大学院 人間発達環境学研究科 心身発達専攻 臨床心理学コース
13. 国立 兵庫教育大学大学院 学校教育研究科 人間発達専攻 臨床心理学コース
14. 国立 大阪大学大学院 人間科学研究科 人間科学専攻 臨床心理学研究分野
15. 国立 京都大学大学院 教育学研究科 臨床教育学専攻 心理臨床学領域
16. 国立 京都教育大学大学院 教育学研究科 学校教育専攻 教育臨床心理学分野
17. 国立 岐阜大学大学院 教育学研究科 心理発達支援専攻 臨床心理学コース
18. 国立 愛知教育大学大学院 教育学研究科 学校教育臨床専攻 臨床心理学コース
19. 国立 名古屋大学大学院 教育発達科学研究科 心理発達科学専攻 心理臨床科学領域
20. 国立 静岡大学大学院 人文社会科学研究科 臨床人間科学専攻 臨床心理学コース
21. 国立 信州大学大学院 教育学研究科 学校教育専攻 臨床心理学専修
22. 国立 上越教育大学大学院 学校教育研究科学校教育専攻 臨床心理学コース
23. 国立 お茶の水女子大学大学院 人間文化研究科 発達社会科学専攻 発達臨床心理学コース
24. 国立 東京大学大学院 教育学研究科 総合教育科学専攻 臨床心理学コース
25. 国立 横浜国立大学大学院 教育学研究科 学校教育臨床専攻 臨床心理学コース
26. 国立 筑波大学大学院 人間総合科学研究科 心理学専攻 心理臨床コース
27. 国立 福島大学大学院 教育学研究科 学校臨床心理専攻 臨床心理領域
28. 国立 山形大学大学院 教育学研究科 学校教育専攻 臨床心理学分野
29. 国立 秋田大学大学院 教育学研究科 学校教育専攻 心理教育実践専修 臨床心理学分野
30. 国立 東北大学大学院 教育学研究科 総合教育科学専攻 臨床心理研究コース
31. 国立 弘前大学大学院 教育学研究科 学校教育専攻 臨床心理学分野
32. 国立 北海道大学大学院 教育学院 教育学専攻 臨床心理学講座
33. 公立 福岡県立大学大学院 人間社会学研究科 生涯発達専攻 心理臨床分野
34. 公立 大阪市立大学大学院 生活科学研究科 生活科学専攻 臨床心理学コース
35. 公立 大阪府立大学大学院 人間社会学研究科 人間科学専攻 臨床心理学分野
36. 私立 沖縄国際大学大学院 地域文化研究科 人間福祉専攻 臨床心理学領域
37. 私立 鹿児島純心女子大学大学院 人間科学研究科 心理臨床学専攻
38. 私立 志學館大学大学院 心理臨床学研究科 心理臨床学専攻
39. 私立 別府大学大学院 文学研究科 臨床心理学専攻
40. 私立 長崎純心大学大学院 人間文化研究科 人間文化専攻 臨床心理学分野
41. 私立 西九州大学大学院 健康福祉学研究科 健康福祉学専攻 臨床心理コース
42. 私立 九州産業大学大学院 国際文化研究科 国際文化専攻 臨床心理学コース
43. 私立 久留米大学大学院 心理学研究科 臨床心理学専攻
44. 私立 福岡女学院大学大学院 人文科学研究科 臨床心理学専攻
45. 私立 福岡大学大学院 人文科学研究科 教育･臨床心理専攻 臨床心理分野
46. 私立 徳島文理大学大学院 人間生活学研究科 心理学専攻 臨床心理学コース
47. 私立 宇部フロンティア大学大学院 人間科学研究科 臨床心理学専攻
48. 私立 東亜大学大学院 総合学術研究科 臨床心理学専攻
49. 私立 比治山大学大学院 現代文化研究科 臨床心理学専攻
50. 私立 広島文教女子大学大学院 人間科学研究科 教育学専攻 臨床心理学コース
51. 私立 安田女子大学大学院 文学研究科 教育学専攻 臨床心理学コース
52. 私立 川崎医療福祉大学大学院 医療福祉学研究科 臨床心理学専攻
53. 私立 吉備国際大学大学院 臨床心理学研究科 臨床心理学専攻
54. 私立 ノートルダム清心女子大学大学院 人間生活学研究科 人間発達学専攻 臨床心理学コース
55. 私立 大阪樟蔭女子大学大学院 人間科学研究科 臨床心理学専攻
56. 私立 帝塚山大学大学院 人文科学研究科 臨床社会心理学専攻 臨床心理学専修
57. 私立 天理大学大学院 臨床人間学研究科 臨床心理学専攻
58. 私立 奈良大学大学院 社会学研究科 社会学専攻 臨床心理学コース
59. 私立 関西国際大学大学院 人間行動学研究科 人間行動学専攻 臨床心理学コース
60. 私立 甲子園大学大学院 人間文化学研究科 人間文化学専攻 臨床心理学コース
61. 私立 甲南女子大学大学院 人文科学総合研究科 心理・教育学専攻 臨床心理学コース
62. 私立 甲南大学大学院 人文科学研究科 人間科学専攻 心理臨床分野
63. 私立 神戸学院大学大学院 人間文化学研究科 心理学専攻 臨床心理学系
64. 私立 神戸松蔭女子学院大学大学院 文学研究科 心理学専攻 臨床心理学コース
65. 私立 神戸女学院大学大学院 人間科学研究科 人間科学専攻 臨床心理学分野
66. 私立 神戸親和女子大学大学院 文学研究科 心理臨床学専攻
67. 私立 武庫川女子大学大学院 文学研究科 臨床心理学専攻
68. 私立 追手門学院大学大学院 文学研究科 心理学専攻 臨床心理学コース
69. 私立 大阪経済大学大学院 人間科学研究科 臨床人間心理専攻 臨床心理学コース
70. 私立 関西福祉科学大学大学院 社会福祉学研究科 心理臨床学専攻
71. 私立 梅花女子大学大学院 現代人間学研究科 心理臨床学専攻
72. 私立 京都学園大学大学院 人間文化研究科 人間文化専攻 臨床心理学コース
73. 私立 京都光華女子大学大学院 人間関係学研究科 心理学専攻 臨床心理コース
74. 私立 京都女子大学大学院 発達教育学研究科 心理学専攻 臨床心理学領域
75. 私立 京都ノートルダム女子大学大学院 心理学研究科 臨床心理学専攻
76. 私立 京都文教大学大学院 臨床心理学研究科 臨床心理学専攻
77. 私立 花園大学大学院 社会福祉学研究科 社会福祉学専攻 臨床心理学領域
78. 私立 佛教大学大学院 教育学研究科 臨床心理学専攻
79. 私立 立命館大学大学院 応用人間科学研究科 応用人間科学専攻 臨床心理学領域
80. 私立 龍谷大学大学院 文学研究科 教育学専攻 臨床心理学領域
81. 私立 東海学院大学大学院 人間関係学研究科 臨床心理学専攻
82. 私立 愛知学院大学大学院 心身科学研究科 心理学専攻 臨床心理士養成コース
83. 私立 愛知淑徳大学大学院 心理学研究科 心理学専攻 臨床心理学領域
84. 私立 金城学院大学大学院 人間生活学研究科 人間発達学専攻 臨床心理学分野
85. 私立 椙山女学園大学大学院 人間関係学研究科 人間関係学専攻 臨床心理学領域
86. 私立 中京大学大学院 心理学研究科 臨床・発達心理学専攻 臨床心理学領域
87. 私立 日本福祉大学大学院 社会福祉学研究科 心理臨床専攻
88. 私立 人間環境大学大学院 人間環境学研究科 人間環境専攻 臨床心理研究指導分野
89. 私立 浜松大学大学院 健康科学研究科 臨床心理学専攻
90. 私立 仁愛大学大学院 人間学研究科 心理学専攻 臨床心理コース
91. 私立 金沢工業大学大学院 心理科学研究科 臨床心理学専攻
92. 私立 山梨英和大学大学院 人間文化研究科 臨床心理学専攻
93. 私立 新潟青陵大学大学院 臨床心理学研究科 臨床心理学専攻
94. 私立 青山学院大学大学院 文学研究科 心理学専攻 臨床心理学コース
95. 私立 桜美林大学大学院 国際学研究科 人間科学専攻 臨床心理学専修
96. 私立 大妻女子大学大学院 人間関係学研究科 臨床心理学専攻
97. 私立 学習院大学大学院 人文科学研究科 臨床心理学専攻
98. 私立 国際医療福祉大学大学院 医療福祉学研究科 臨床心理学専攻
99. 私立 国際基督教大学大学院 教育学研究科 教育原理専攻 臨床心理学専修
100. 私立 駒沢女子大学大学院 人文科学研究科 臨床心理学専攻
101. 私立 駒澤大学大学院 人文科学第二研究科 心理学専攻 臨床心理学コース
102. 私立 上智大学大学院 総合人間科学研究科 心理学専攻 臨床心理学コース
103. 私立 昭和女子大学大学院 生活機構研究科 心理学専攻 臨床心理学講座
104. 私立 白百合女子大学大学院 文学研究科 発達心理学専攻 発達臨床心理学コース
105. 私立 創価大学大学院 文学研究科 教育学専攻 臨床心理学専修
106. 私立 大正大学大学院 人間学研究科 臨床心理学専攻
107. 私立 帝京大学大学院 文学研究科 臨床心理学専攻
108. 私立 帝京平成大学大学院 健康情報科学研究科 臨床心理学専攻
109. 私立 東京国際大学大学院 臨床心理学研究科 臨床心理学専攻
110. 私立 東京女子大学大学院 文学研究科 心理学専攻 臨床心理学分野
111. 私立 東京成徳大学大学院 心理学研究科 臨床心理学専攻
112. 私立 東洋英和女学院大学大学院 人間科学研究科 人間科学専攻 臨床心理学領域
113. 私立 日本大学大学院 文学研究科 心理学専攻 臨床心理学コース
114. 私立 法政大学大学院 人間社会研究科 臨床心理学専攻
115. 私立 武蔵野大学大学院 人間社会･文化研究科 人間社会専攻 臨床心理学コース
116. 私立 明治学院大学大学院 心理学研究科 心理学専攻 臨床心理学コース
117. 私立 明治大学大学院 文学研究科 臨床人間学専攻 臨床心理学専修
118. 私立 明星大学大学院 人文学研究科 心理学専攻 臨床心理学コース
119. 私立 目白大学大学院 心理学研究科 臨床心理学専攻
120. 私立 立正大学大学院 心理学研究科 臨床心理学専攻
121. 私立 ルーテル学院大学大学院 総合人間学研究科 臨床心理学専攻
122. 私立 神奈川大学大学院 人間科学研究科 人間科学専攻 臨床心理学研究領域
123. 私立 専修大学大学院 文学研究科 心理学専攻 臨床心理学領域
124. 私立 日本女子大学大学院 人間社会研究科 心理学専攻 臨床心理学領域
125. 私立 川村学園女子大学大学院 人文科学研究科 心理学専攻 臨床心理学領域
126. 私立 淑徳大学大学院 総合福祉研究科 心理学専攻 臨床心理学領域
127. 私立 聖徳大学大学院 臨床心理学研究科 臨床心理学専攻
128. 私立 跡見学園女子大学大学院 人文科学研究科 臨床心理学専攻
129. 私立 埼玉工業大学大学院 人間社会研究科 心理学専攻 臨床心理学分野
130. 私立 駿河台大学大学院 心理学研究科 臨床心理学専攻
131. 私立 東京家政大学大学院 文学研究科 心理教育学専攻 臨床心理学コース
132. 私立 文京学院大学大学院 人間学研究科 心理学専攻 臨床心理学コース
133. 私立 文教大学大学院 人間科学研究科 臨床心理学専攻
134. 私立 立教大学大学院 現代心理学研究科 臨床心理学専攻
135. 私立 早稲田大学大学院 人間科学研究科 人間科学専攻 臨床心理学研究領域
136. 私立 東京福祉大学大学院 社会福祉学研究科 臨床心理学専攻
137. 私立 常磐大学大学院 人間科学研究科 人間科学専攻 臨床心理学領域
138. 私立 いわき明星大学大学院 人文学研究科 臨床心理学専攻
139. 私立 福島学院大学大学院 臨床心理学研究科 臨床心理学専攻
140. 私立 東北福祉大学大学院 総合福祉学研究科 福祉心理学専攻 臨床心理学分野
141. 私立 札幌学院大学大学院 臨床心理学研究科 臨床心理学専攻
142. 私立 札幌国際大学大学院 心理学研究科 臨床心理実務専攻
143. 私立 北翔大学大学院 人間福祉学研究科 臨床心理学専攻
144. 私立 北星学園大学大学院 社会福祉学研究科 臨床心理学専攻
145. 私立 北海道医療大学大学院 心理科学研究科 臨床心理学専攻 臨床心理学領域

### 第2種指定大学院
修了後、1年以上の心理臨床経験（外部有給臨床実務経験）を経ることで臨床心理士資格審査の受験資格が得られる臨床心理士指定大学院
1. 国立 琉球大学大学院 教育学研究科 臨床心理学専攻
2. 国立 宮崎大学大学院 教育学研究科 学校教育支援専攻 教育臨床心理学専修
3. 国立 熊本大学大学院 教育学研究科 学校教育専攻 臨床心理学分野
4. 国立 香川大学大学院 教育学研究科 学校臨床心理専攻
5. 国立 新潟大学大学院 教育学研究科 学校教育専攻 臨床心理学分野
6. 国立 東京学芸大学大学院 教育学研究科 学校心理専攻 臨床心理コース
7. 国立 茨城大学大学院 教育学研究科 学校臨床心理専攻 学校臨床心理専修
8. 国立 岩手大学大学院 人文社会科学研究科 人間科学専攻 臨床心理学領域
9. 国立 北海道教育大学大学院 教育学研究科 学校臨床心理専攻
10. 公立 東京都立大学大学院 人文科学研究科 人間科学専攻 臨床心理学コース
11. 公立 岩手県立大学大学院 社会福祉学研究科 社会福祉学専攻 臨床心理コース
12. 私立 放送大学大学院 文化科学研究科 文化科学専攻 臨床心理学プログラム
13. 私立 聖心女子大学大学院 文学研究科 人間科学専攻 臨床心理学研究領域
14. 私立 中央大学大学院 文学研究科 心理学専攻 臨床心理学コース
15. 私立 東海大学大学院 文学研究科 コミュニケーション学専攻 臨床心理学系
16. 私立 作新学院大学大学院 心理学研究科 臨床心理学専攻

### 専門職大学院
修了後、直近の臨床心理士資格審査の受験資格が得られるとともに、一次試験の論文記述筆記試験が免除される臨床心理士指定大学院
1. 国立 九州大学大学院 人間環境学府 実践臨床心理学専攻
2. 国立 鹿児島大学大学院 臨床心理学研究科 臨床心理学専攻
3. 私立 帝京平成大学大学院  臨床心理学研究科　臨床心理学専攻
4. 私立 関西大学大学院 心理学研究科 心理臨床学専攻
5. 私立 帝塚山学院大学大学院 人間科学研究科 臨床心理学専攻
6. 私立 広島国際大学大学院 心理科学研究科 実践臨床心理学専攻

## 臨床心理士資格を持つ著名人
- 植木理恵（病院臨床心理士、コメンテーター（「ホンマでっか!?TV」など））
- 越智啓太（元警視庁科学捜査研究所研究員、大学教授、プロファイラー、監修者（「CONTROL〜犯罪心理捜査〜」など））
- 香山リカ（医師免許とのダブルライセンス。精神科医、大学教授、作家、コメンテーター（「スッキリ!!」など））
- 和田秀樹（医師免許とのダブルライセンス。精神科医、大学教授、ベンチャー起業家、映画監督）
- TAKA (ヒップホップ・ミュージシャン)（Category:日本のヒップホップ・ミュージシャン。大学教員）

## 臨床心理士が登場する作品
太字表記は主人公。
ドキュメンタリー
- NHK教育テレビジョン - あしたをつかめ 平成若者仕事図鑑 - No.235 臨床心理士

国内テレビドラマ
- 日本テレビ系 - 火曜サスペンス劇場 臨床心理士1～7 - 松波百合（坂口良子）
- テレビ朝日系 - 赤川次郎ミステリー 4姉妹探偵団 - 内海玲子（舟木幸）
- TBS系 - Around40〜注文の多いオンナたち〜 - 岡村恵太朗（藤木直人）
- TBS系 - ハンチョウ〜神南署安積班〜 - 岸川睦美（原田夏希）
- フジテレビ系 - 君が想い出になる前に - 二宮（水島かおり）
- フジテレビ系 - ラヴソング - 神代広平（福山雅治）
- WOWOW - 蒼い瞳とニュアージュ - 一ノ瀬恵梨香（深田恭子）、元宮静雄（寺田農）

海外テレビドラマ ※翻訳により臨床心理学者や精神分析医などの表記も混在
- ABC - LOST - エリザベス・“リビー”・スミス／Elizabeth "Libby" Smith（シンシア・ワトロス／Cynthia Watros）
- CBS - クリミナル・マインド FBI行動分析課 - キャサリン・“ケイティ”・コール捜査官／Agent Katherine "Katie" Cole（メアリー・ペイジ・ケラー／Mary Page Keller）
- CBS - CSI:科学捜査班 - バーバラ・トールマン博士／Dr. Barbara Tallman（キャスリーン・クインラン／Kathleen Quinlan）
- FOX - 24 -TWENTY FOUR- - バリー・ランデス／Barry Landes（C・トーマス・ハウエル／C. Thomas Howell）
- FOX - BONES - ランス・スイーツ博士／Dr. Lance Sweets（ジョン・フランシス・デイリー／John Francis Daley）

テレビアニメ
- WOWOW - 神霊狩/GHOST HOUND - 平田篤司（声：藤田圭宣）

映画
- 麻生学 - 千里眼 - 岬美由紀（水野美紀）
- 大嶋拓 - 凍える鏡 - 矢崎由里子（冨樫真）
- 落合正幸 - 催眠 - 嵯峨敏也（稲垣吾郎） ※TBS系テレビドラマ版では元精神科医の設定
- 三池崇史 - 着信アリ - 山下律子（竹花梓）
- 水谷俊之 - ISOLA 多重人格少女 - 野村浩子（手塚理美）
- 本広克行 - 踊る大捜査線 THE MOVIE3 ヤツらを解放せよ! - 須川圭一（森廉） ※企画・パンフレット発行段階では臨床心理士の設定。しかし作中の年齢設定（23歳）では、臨床心理士指定大学院修了や臨床心理士資格取得は不可能なため（養成に最短で7年間を要するため臨床心理士資格取得が可能な年齢はもっとも若くて25歳）、撮影・公開段階で「精神保健福祉士」に変更。一方、役柄設定は心理カウンセリングを行うなど、臨床心理士の専門業務を描写したため、映画を製作したフジテレビに対し、日本精神保健福祉士協会が要望書を提出した。

小説
- 貴志祐介 - 悪の教典 - 水落聡子
- 多島斗志之 - 症例A - 広瀬由起
- 柚月裕子 - 臨床真理 - 佐久間美帆
- 島本理生 - ファーストラヴ - 真壁由紀

漫画
- 伊賀大晃・月山可也 - エリアの騎士 - 峰綾花
- 樹なつみ - ヴァムピール - 笛吹攸一朗
- 香川まさひと・松村陽子 - 臨床心理士聖徳太一1～5 - 聖徳太一
- 郷田マモラ - 星屑の少年たちへ - 十文字南
- 榛野なな恵 - ピエタ - 御法逍三
- 間瀬元朗 - イキガミ - 久保七湖
- 古屋兎丸 - 女子高生に殺されたい - 深川五月